# Освейська сільська рада
56°0′53″ пн. ш. 28°6′37″ сх. д. / 56.01472° пн. ш. 28.11028° сх. д.
Осве́йська сільська́ ра́да (біл. Асьве́йскі сельсавет) — адміністративно-територіальна одиниця у складі Верхньодвінського району, Вітебської області Білорусі. Адміністративний центр сільської ради — агромістечко Освея.

## Розташування
Освейська сільська рада розташована у крайній, північній частині Білорусі, на північному заході Вітебської області, на кордоні із Латвією, на північний захід від обласного центру Вітебськ та північний схід від районного центру Верхньодвінськ.
Територією сільради із північного сходу на південний захід протікає річка Сар'янка (87 км), права притока Західної Двіни та невеличка річка Муквятиця, права притока Ужиці. Одне із найбільших озер Білорусі, яке частково лежить на території сільської ради — Освейське (52,8 км²).

## Історія
Сільська рада була створена 20 серпня 1924 року у складі Освейського району Полоцької округи (БРСР) і знаходилась там до 26 липня 1930 року. В 1930 році округа була ліквідована і рада у складі Освейського району перейшла у пряме підпорядкування БРСР. З 1935 по 1938 роки входила до складу утвореного Полоцького прикордонного округу. З 20 лютого 1938 року, після ліквідації Полоцького округу і утворення Вітебської області (15 січня 1938), разом із Освейським районом, увійшла до її складу. З 20 вересня 1944 по 8 січня 1954 років перебувала у складі Полоцької області.
1958 року сільська рада була ліквідована і знову була відновлена вже у складі Верхньодвінського району (після 1962 року).
8 квітня 2004 року із складу сільської ради були виключені населені пункти ліквідованого колгоспу «Світанок», і передані до складу Кохановицької сільської ради, одночасно до складу сільради були включені всі населенні пункти ліквідованої Сеньковскої сільської ради.

## Склад сільської ради
До складу Освейської сільської ради входить 22 населених пункти:
| - Освея — агромістечко. - Біляни — село. - Бичикове — село. - Весніне — село. - Видоки — село. - Гальковщина — село. - Давидове — село. - Дуброви — село. | - Защирине — село. - Кончани — село. - Королеве — село. - Медведеве — село. - Михаліне — село. - Мотужи — село. - Муквятиця — село. - Нарушиве — село. | - Святиця — село. - Сенькове — село. - Совкелі — село. - Савейки — село. - Теплюки — село. - Урагове — село. |

Населені пункти, які раніше існували на території сільської ради і зняті з обліку:
| - Абрамове — село. - Боркове — село. - Вишнарове — село. - Кам'янка — село. | - Киселі — село. - Осетки — село. - Селище — село. - Стрілки — село. |